# Corciano
Corciano és un comune (municipi) de la província de Perusa, a la regió italiana d'Úmbria, situat uns 8 km a l'oest de Perusa. L'1 de gener de 2018 tenia 21.427 habitants.
Corciano limita amb els municipis de Magione i Perusa.

## Evolució demogràfica
| Gràfica d'evolució de Corciano entre 1861 i                                       |
|                                                                                   |
| Font: Istituto Nazionale di Statistica (ISTAT) - Elaboració gràfica de Viquipèdia |